# Цвърчичи
Цвърчичи (на сръбски: Цврчићи) е село в Босна и Херцеговина, разположено в община Соколац, в ентитета на Република Сръбска. Населението му според преброяването през 2013 г. е 14 души, от тях: 13 (92,85 %) сърби, 1 (7,14 %) хърватин.

## Население
Численост на населението според преброяванията през годините:
- 1961 – 112 души
- 1971 – 91 души
- 1981 – 70 души
- 1991 – 51 души
- 2013 – 14 души